# イワクサインコ
イワクサインコ（学名: Neophema petrophila）は、オーストラリア原産のキキョウインコ属の鳥である。1841年にジョン・グールドにより記載された。体長22 - 24 cm、体重50 - 60 gの小さな鳥で、上半身は主にオリーブ色がかった茶色、下半身はもっと黄色が強い。頭はオリーブ色で、前頬部と目先は水色、頭上の正面には、濃い青色の縞模様が横切っており、その上下は水色である。雌雄の外見は似ているが、メスは縞模様の青色が鈍く、顔の青色が少ないことが多い。2つの亜種が知られている。
生息地としては、岩の多い島や砂浜を好み、南オーストラリア州南東部のアレクサンドリナ湖から、西は西オーストラリア州沿岸を経てシャーク湾にかけて見られる。キキョウインコ属の他の種と異なり、多くは、例えばロットネスト島等の海岸の穴や岩の隙間等に巣を作る。餌は、草や多肉植物の種子等である。この種は、野生動物に直面して苦しんでおり、その数は減っているが、国際自然保護連合は、低危険種と位置付けている。

## 分類

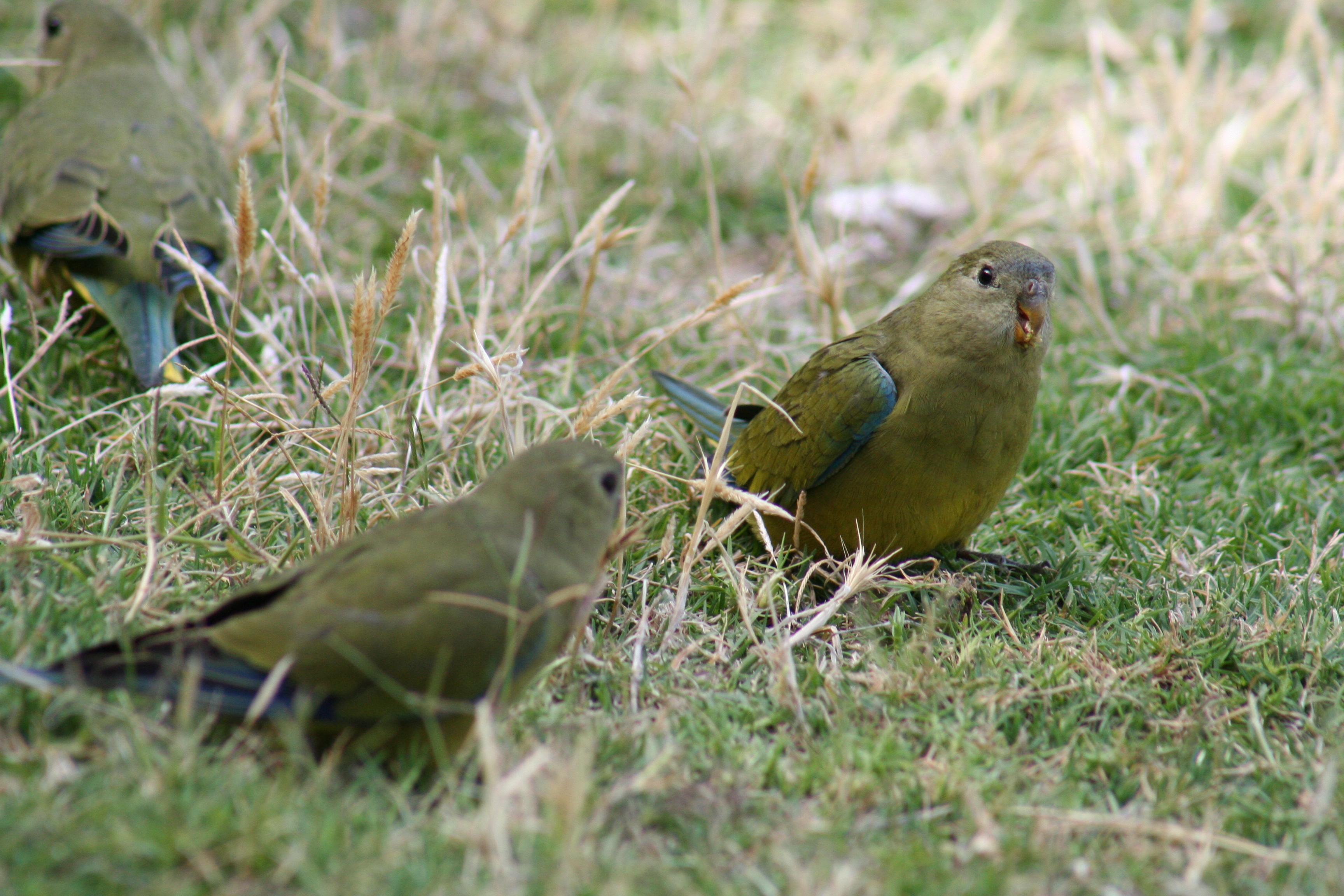
草を食べる幼鳥

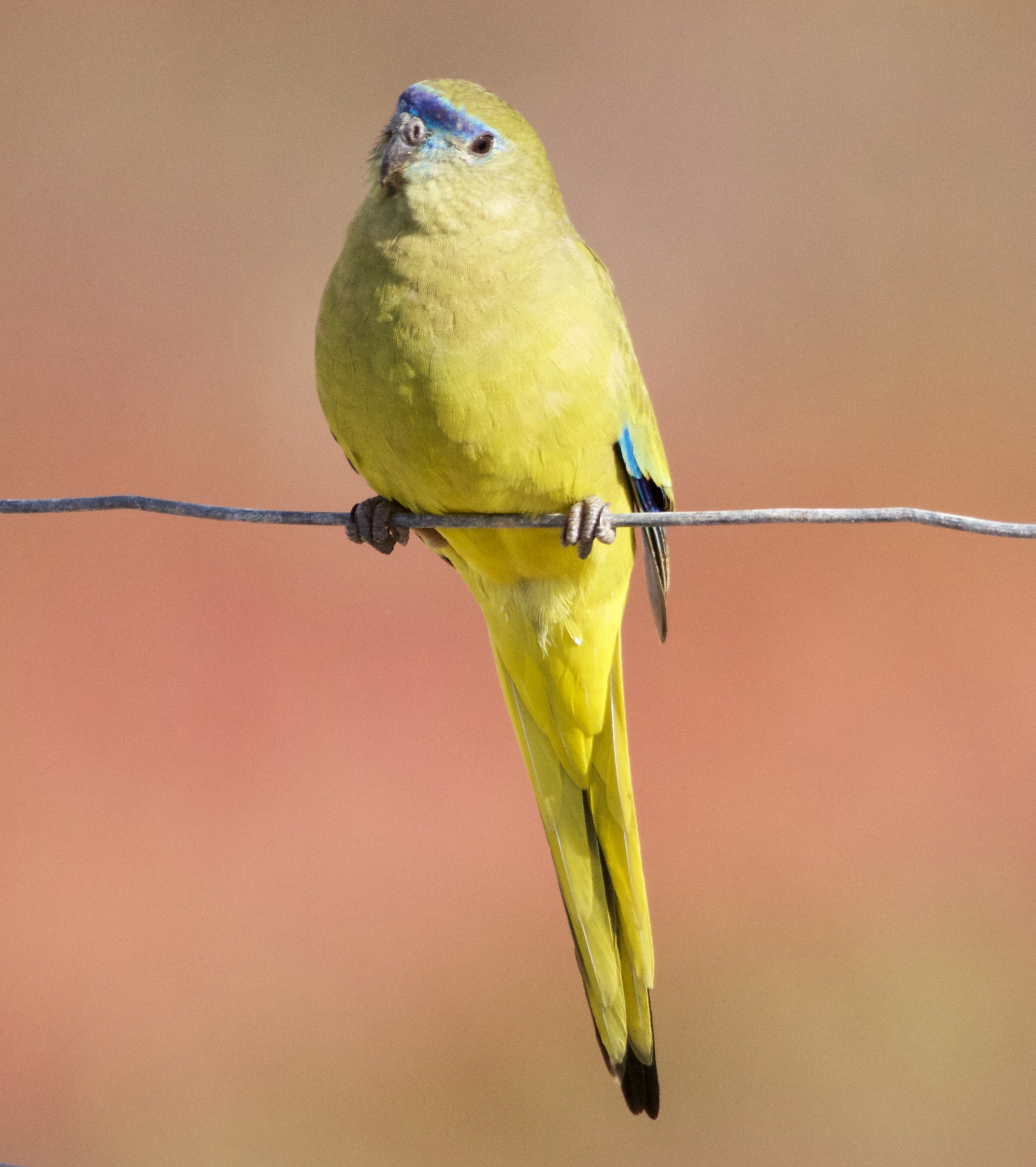
ポートリンカーンのzietzi亜種

イワクサインコは、1841年にイギリスの鳥類学者ジョン・グールドがEuphema petrophilaとして記載した。種小名のpetrophilaは、ギリシア語で岩を意味するpetrosと「好む」を意味するphilosに由来する。著者による標本は、ロンドン動物学会に提出された鳥類の50の新種の中の1つだった。南オーストラリア州のポートリンカーンで採集された標本とジョン・ギルバートが西オーストラリア州で採集した標本を用いて、グールドの著書「The Birds of the Australia」の第5巻に掲載された。ギルバートは、イギリスによる植民地化が行われた時点では、フリーマントル西部の港に近いロットネスト島を含む島の海岸沿いの崖面では一般的に見られ、巣は近づけない場所にあったと述べている。
イタリアの鳥類学者トンマーゾ・サルバドーリは、1891年に新属としてキキョウインコ属を定義し、イワクサインコをその属の中において、学名をNeophema petrophilaとした。キキョウインコ属のうち、イワクサインコを含む4種は、Neonanodes亜属に分類される。2021年に発表されたミトコンドリアDNAの分析結果によると、ワカバインコと共通の祖先から70-330万年前に分岐し、現在は密接な関連があるわけではないことが示された。
巣穴に住むイワクサインコは、木に巣を作る祖先から進化してきた。生物学者のドナルド・ブライトスミスは、インコとキヌバネドリの一部は、漸新世末期から中新世初期に進化した、樹木に生息する哺乳類の捕食者から身を守るために、穴に巣を作るように変わっていったと提案した。
国際鳥類学者連合は、2つの亜種を認めている。亜種petrophilaは西オーストラリア州、亜種zietziは南オーストラリア州で見られる。後者は、グレゴリー・マシューズがスペンサー湾のサー・ジョセフ・バンクスで採集された標本で、南オーストラリア博物館の館長補佐であるアマンダス・ジーツに因んで命名した。一方、「Handbook of the Birds of the World」オンライン版の著者は、これを独立種として認めていない。
Rock parrotという英名は、国際鳥類学者連合による公式な一般名である。ギルバートは、スワン川の入植者がこれをrock parrakeetと呼んでいると報告し、彼自身は、rock grass-parrakeetと名付けた。Rock elegant parrotとしても知られる。

## 記載
体長22 - 24 cm、翼長33 - 34 cmの小さな鳥で、体重は50 - 60 gである。雌雄の外見は似ており、頭や首を含む上半身はオリーブがかった茶色、下半身はより黄色みが強い。
額の上部、両眼の間を横切るように暗い青色の帯状の模様があり、縞模様の上部は、目の後ろまで伸びる細い水色の線で、縞模様の下側は、額の下部を横切る、より太い水色の線で、縁取られている。頬前部と目先は水色である。メスの成鳥は、暗い青色の模様はいくらか鈍い色で、顔の青色も少ない。翼はほぼオリーブ色であり、折りたたむと、ツートンカラーの青い前縁が見える。初列風切羽は黒色で、縁が青い。内側の翼はオリーブ色である。尾は、縁がターコイズ色であり、上面は黄色である。胸部、脇腹部、腹部は、オリーブ色から黄色であり、肛門に向かってより黄色が濃くなる。羽の付け根は灰色であるが、うなじ部分は白色である。通常は、全体に華やかな色ではない。くちばしは黒色で、くちばしのろう膜も黒色である。囲眼羽は灰色、虹彩は暗い茶色である。脚や足は暗い灰色で、足裏やふ蹠の後ろ側は、桃色を帯びている。亜種zietziは、羽全体がより淡い色で、黄色っぽいが、大きさは同程度である。羽の色は摩耗とともに暗くなり、年を取ると両亜種の区別がつかなくなる。
幼鳥は、全体的により鈍い色で、暗いオリーブ色である。前面の青色の模様は、欠くか不明瞭である。初列風切羽の縁は黄色い。くちばしは当初、黄色か橙色であり、生後10週間ほどで茶色になる。幼鳥のメスは、4列目から8列目の風切羽に淡い楕円形の模様がある。生後数か月で、幼鳥の羽から未成熟な成鳥の羽に生え換わる。未成熟な雌雄は成長とよく似ているが、風切羽は擦り切れたように見える。その後、生後12か月頃に、成鳥の羽毛に生え代わる。
イワクサインコは、似たようなオリーブ色の羽毛を持つ、西オーストラリアのワカナインコ、南オーストラリアのワカバインコと混同しやすい。どちらも目先は黄色く、後者は翼の青みがより強い。アカハラワカバインコは、より明るい緑色の羽毛と黄緑色の目先を持つ。

## 分布と生息地

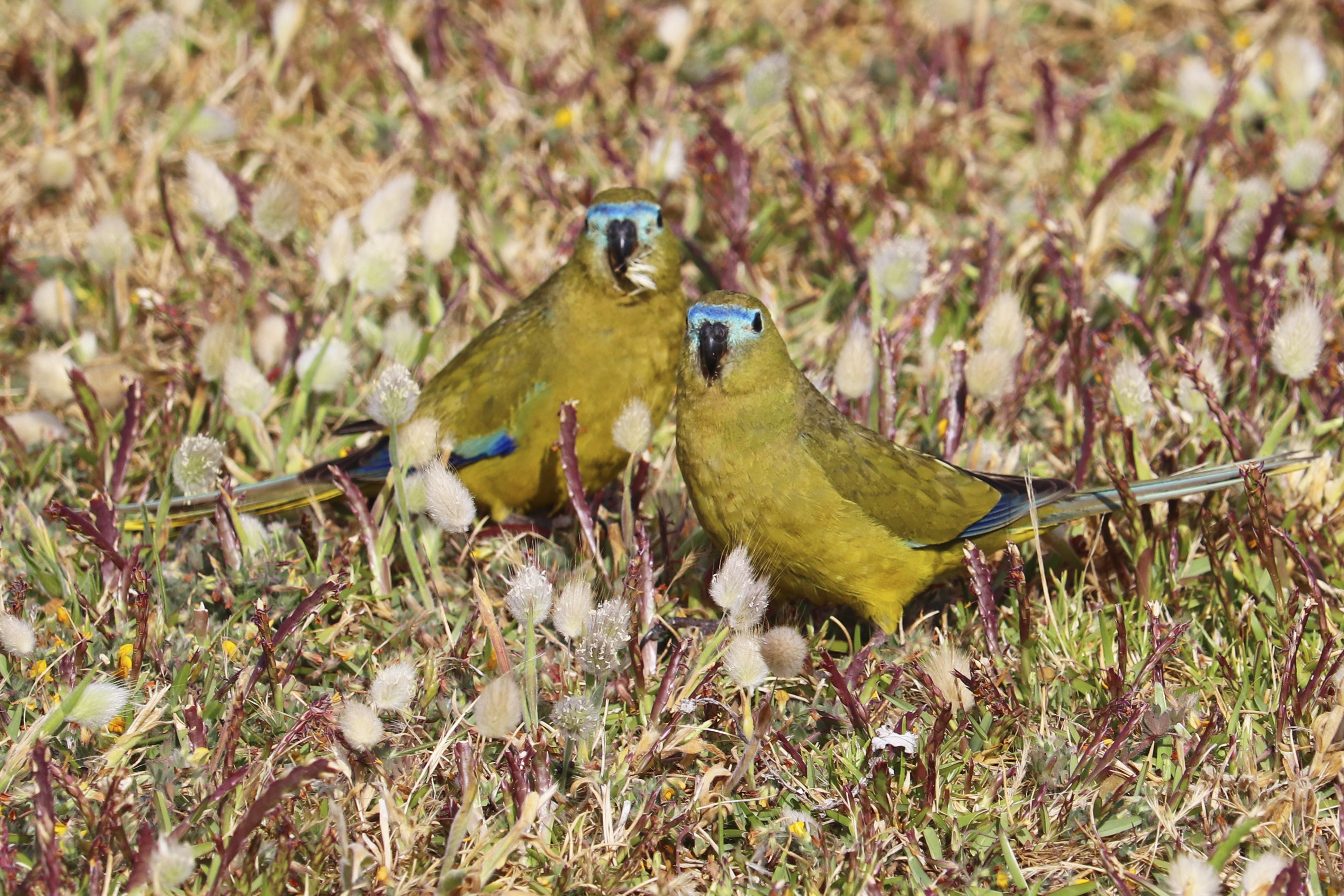
ルーイン岬のつがい

イワクサインコは、オーストラリア南部の海岸の2つの分かれた地域に隔離分布している。南オーストラリアでは、東はアレクサンドリナ湖、グールワまで存在するが、フルリオ半島では珍しい。1930年代にさらに東のローブ近郊のボーダン岩でも目撃例が報告されているが、それ以降はない。セントビンセント湾北東岸のレフェブ半島からポート・ウェイクフィールドの間、およびヨーク半島のインベスティゲーター海峡からカンガルー島やガンビア島、またエアー半島のアーノ湾からセドゥーナ、ニュイツ群島の近郊までの地域では、より一般的に見られる。西オーストラリアでは、東はエアー鳥類観測所から南および西の海岸線に沿って、ジュリアン・ベイ海域公園までで見られる。カルバリやシャーク湾等の北方では珍しい。古くは、フートマン・アブロラス諸島でも見られたとの報告がある。一般的に定住性であるが、繁殖後は、160 kmを超えて移動することもある。一部の個体は、沖合の島に留まって、年中繁殖を行う。
ほとんどの場合、海岸から数百mの範囲で見られるが、時には河口をたどって内陸に数km移動することもある。生息地としては、むき出しの岩地や、ディスフィマ、ハマアカザ、ニトラブッシュ等で構成される低木林を好む。砂丘や塩沼、またロットネスト島のゴルフ場のスプリンクラーの下等でも見られる。農地は避ける傾向がある。

## 行動

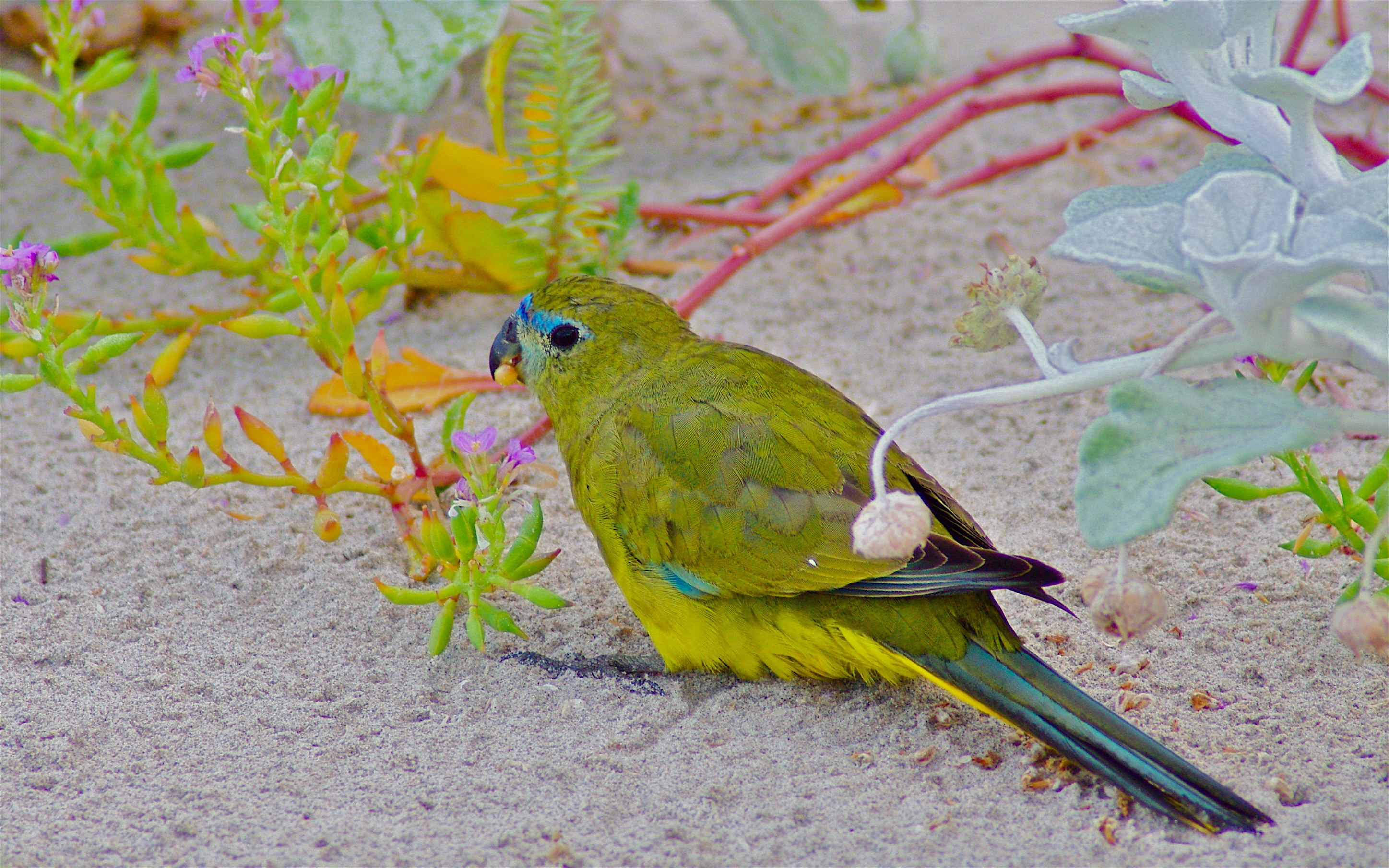
多肉植物を食べる様子

つがいまたは小さな群れで行動するが、100羽程度までの大きな群れを作ることもある。ワカナインコやワカバインコと混群を作ることもある。ほぼ陸生であり、岩や低木に留まり、群れで大きな岩を覆うこともある。通常は静かで目立たないず、飛行中や給餌中にはセッカに似た2音節のコンタクトコールを発する。アラームコールも似ているが、より大きく鳴く。

### 繁殖
イワクサインコの繁殖行動は良く分かっていない。多くは、南オーストラリアのサー・ジョセフ・バンクスやニュイツ群島、また西オーストラリアのルシェルシュ諸島、エクリプス島、ロットネスト島、ジュリアン・ベイ内の島々を含む沖合の島で繁殖する。大陸では、西オーストラリアのイズレイリート湾やマーガレット川での営巣が報告されている。
イワクサインコは一夫一婦制であり、生涯を同じ伴侶と共にし、一方が死ぬと、もう一方は新しい伴侶を探す。繁殖は8月から12月に行われる。繁殖期の始めにはより活発になり、オスはより頻繁に鳴くようになる。オスはメスの方に向かって直立した姿勢で移動し、頭をバタバタしながら鳴いて、求愛する。それに対してメスは、餌を求める鳴き声を出してそれに応え、オスは吐き戻した餌を与える。これは、飼育下での抱卵期間でも継続することが観察されている。
営巣に適した場所は、岩の下や隙間、穴等で、ディスフィマやハナツルソウ等の植物に覆われた場所である。穴は、オナガミズナギドリやカオジロウミツバメのものを再利用している。場所に関わらず、巣はよく隠されており、アクセスするのは難しい。巣の深さは、岩の隙間に作った場合は10 - 91 cm、岩棚の下に作った場合は15 cm、他の海鳥の巣穴を再利用した場合は91 - 122 cmである。いくつかの場所に、数mずつ離れたかなりの数の巣を作ることができる。1度に3-6個産む卵は、24 - 25 mm×19 - 20 mmの大きさで、白色である。ギルバートの地元ガイドは、7-8個の卵がある巣を見たことがあると報告している。卵は、2日から4日間の間隔を置いて産まれ、条件が良い年には、2回目の繁殖が行われることもある。メスのみが、18日から21日間に渡り、卵を温める。この間は、オスがメスに餌を与える。
ヒナは、無力で盲目の状態で産まれる。皮膚はサーモンピンクで、淡い灰色のダウンに覆われている。8日目には目が開き、9日目には翼から羽毛が生え、ダウンは濃い灰色になる。21日目までには、翼や尾の羽毛が良く発達し、28日目までには完全に羽毛に覆われる。野生では生後30日目頃、飼育下では39日目までには巣立つ。野生での繁殖の成功率は分かっていない。

### 食餌
早朝と午後遅くに採餌を行い、日中暑い時間帯は休んでいる。通常は、つがいか小さな群れで餌を採るが、餌や水が豊富な地域では、200羽ほどの群れになることもある。地面で餌を採ることが多い。餌を食べている間は、容易に近づくことができるが、観察者が近づきすぎると、近くの草むらや岩影に移動する。
カラスムギ、パンコムギ、ウサギノオ、Bromus arenarius、カヤツリグサ等のイネ科の植物や、ディスフィマやアイスプラント等の多肉植物、またヒナギク属やアブラナ科等の、いくつかの植物の種子を食べる。

## 保全状況
個体数は減っているが、国際自然保護連合は、低危険種と位置付けている。ネコやキツネ等の野生動物や気候変動が脅威となっている。野生のネコは、この種がオールバニ近郊で絶滅した1905年に導入されたが、その後、1939年にこの種が再び目撃されている。
ロットネスト島では、少なくとも1929年までは普通に見られた。1965年に行われた島の調査では、オーストラリアの生物学者であるグレン・ストーは、この種が希少となっており、その原因は、若鳥がペット用に取引されているためであると結論づけた。取引は1940年代から1950年代に主に行われ、1970年代になると禁止された。個体数は回復せず、2012年までに7羽だけになった。人口の巣や繁殖プログラムが一定の成功を見せて数が増えている。島の鳥にはバンドが付けられ、市民はこの活動に参加するよう促されている。
他の多くのインコと同様に、イワクサインコは、絶滅のおそれのある野生動植物の種の国際取引に関する条約の附属書IIに掲載されて保護されており、輸入、輸出、貿易が違法となっている。

## 飼育
飼育される頻度は高くなく、繁殖の成功の記録はほとんどない。羽毛は他のインコほど鮮やかではなく、飼育にはあまり関心が持たれない。また雌雄の区別が難しく、入手してから区別する信頼できる手段がない。ヒマワリの種を食べすぎると、肥満、体調不良、不妊になる可能性があり、飼育においては、これらの利用を減らすことが推奨される。

### 引用文献
- Higgins, P.J. (1999). Handbook of Australian, New Zealand and Antarctic Birds. Volume 4: Parrots to Dollarbird. Melbourne, Victoria: Oxford University Press. ISBN 978-0-19-553071-1
- Lendon, Alan H. (1973). Australian Parrots in Field and Aviary. Sydney, New South Wales: Angus & Robertson. ISBN 978-0-207-12424-2